# Näbbdelfin
Näbbdelfin (Steno bredanensis) är en art i familjen delfiner och den enda arten i släktet Steno. Den förekommer i tropiska havsområden. Arten beskrevs 1823 för första gången av Georges Cuvier. Det vetenskapliga namnet för släktet Steno kommer från grekiska och betyder "trång". Namnet syftar på djurets kännetecknande smala näbbform. Med epitet hedras zoologen van Breda som granskade Cuviers skrifter.

## Utseende
Näbbdelfin når en kroppslängd (huvud och bål) av 2,10 till 2,65 meter och en vikt av 90 till 155 kilogram. Huvudets undersida och buken har en vit-rosa färg och sidorna är ljusgrå. Delfinens rygg och ryggfena har en mörkgrå till svart färgsättning med violetta nyanser. På ovan- samt undersidan förekommer ofta några glest fördelade punkter eller streck i avvikande färg. Näbbdelfinen har 19 till 27 tänder i varje käkhalva. Tändernas yta är grov med flera vertikala rännor och veck.
Mest kännetecknande är det konformade huvudet och den långdragna näbben som är avplattad från sidan. Bröstfenorna ligger tydlig längre bak än hos alla andra delfiner. Ute på havet kan arten lätt förväxlas med Betseldelfinen (Stenella attenuata) och spinndelfinen (Stenella longirostris) samt med öresvinet (Tursiops truncatus).

## Levnadssätt
Som flera andra delfiner lever arten mycket social i flockar med 50 till 100 individer. När de vandrar har de två sätt att förflyttas sig. En individ kan ansluta sig en grupp utan större sammanhållning där alla exemplar simmar med olika hastigheter. Den andra varianten är att alla individer i gruppen koordinerar sin hastighet och simriktning. Istället för att själv skapa ultraljud med sin biologiska sonar orienterar sig varje exemplar med ljudet som en annan medlem i gruppen utstöter. I en oordnad grupp är det alltid flera individer som avsöndrar de nämnda läten. När arten dyker kan den stanna upp till 15 minuter under vattenytan och den når oftast ett djup av 70 meter. Födan utgörs av olika fiskar (bland annat Atherinomorus insularum, Cololabis adocetus, näbbgäddfiskar och guldmakrill) och bläckfiskar. Blandade flockar med delfiner av släktena Stenella och Tursiops är dokumenterade.  Ibland når arten ett djup av 2000 meter. I några fall bildar flera näbbdelfiner en ring kring ett fiskstim för att fånga bytena. Utöver klickljuden för ekolokaliseringen har arten kvittrande läten för kommunikationen.
Så kallade "vågryttare" är sällsynta för denna art men ofta simmar de med huvudet och halsen över vattenytan.
Könsmognaden infaller för hannar när de är cirka 14 år gamla och 2,25 meter långa respektive för honor när de är 10 år gamla och 2,10 till 2,20 meter långa. De flesta individer blir inte äldre än 32 till 36 år men vissa exemplar kan leva längre.

## Utbredning
Utbredningsområdets gränser och fördelningen av artens population är hittills okänt. De flesta forskningsresultat finns från östra Stilla havet inklusive Californiaviken. Där uppskattas beståndet med 150 000 individer (vårdet från 1993). Dessutom förekommer näbbdelfiner i varma regioner av Indiska oceanen och Atlanten inklusive Medelhavet, Mexikanska golfen och Karibiska havet. Allmänt ligger utbredningsområdet mellan 40°N och 35°S men några exemplar vandrar till områden utanför denna region. Iakttagelser sker vanligen i havets pelagiska regioner längre bort från kusterna som är minst 1500 meter djupa.

### Status
En större jakt på näbbdelfiner finns antagligen inte. Begränsad jakt på delfiner inklusive näbbdelfin är dokumenterad från Salomonöarna, Nya Guinea, Saint Vincent och Grenadinerna, Sri Lanka, Taiwan, Japan och Sankt Helena samt andra områden i Västafrika. Ibland fastnar näbbdelfiner i trål som används av fiskare för jakten på tonfiskar. Några exemplar som hämtar sin föda från fiskenät skjutas av fiskare. Ett fåtal individer dödas för att använda köttet som bete under fiske. Året 2012 uppskattades hela populationen med 220 000 exemplar. IUCN listar arten som livskraftig (LC).